# Adina dissimilis
Adina dissimilis är en måreväxtart som beskrevs av William Grant Craib. Adina dissimilis ingår i släktet Adina och familjen måreväxter. Inga underarter finns listade i Catalogue of Life.